# 哈丁縣區 (伊利諾伊州卡爾霍恩縣)
哈丁縣區（英語：Precincts (United States)）是位於美國伊利諾伊州卡爾霍恩縣的一個縣區。

## 地方資料
根據2010年美國人口普查的數據，哈丁縣區的面積為63.99平方千米，當中陸地面積為59.40平方千米，而水域面積為4.59平方千米。當地共有人口1308人，而人口密度為每平方千米20.44人。